# 青山恵梨子
青山 恵梨子（あおやま えりこ、1992年8月11日 - ）は、日本の女優。
広島県広島市出身。身長163cm。血液型A型。フリーの女優。

## 人物
比治山女子中学高等学校卒業。桐朋学園芸術短期大学演劇科卒業。
幼少の頃より芥川瑞枝バレエ研究所にてクラシックバレエを学び、One Heart子どもミュージカルin呉に5年間出演。ボイストレーニングを川井佐知子に師事。

## 出演作品
- 「ボートレース」CM（2014年度 BOATNYA BLUE）
- ミュージカル「美少女戦士セーラームーン」〜PetiteÉtrangère～
- Sound Horizon「9th Story Concert『Nein』～西洋骨董屋根裏堂へようこそ～」
- 地球ゴージャスプロデュース公演vol.14「The Love Bugs」
- 宮本亜門演出「狸御殿」
- わらび座ミュージカル「茶の夢〜宗箇さぁと私〜」主演